# Ballyhale
Ballyhale est un village situé dans le comté de Kilkenny au sud de l’Irlande.